# 福原貞俊
福原貞俊（日语：／ Hukuhara Sadatosi，1512年或1519年—1593年9月10日、永正九年或永正十六年－文祿二年八月十五日），日本戰國時代至安土桃山時代之武將，毛利氏家臣，安藝（今廣島縣一帶）豪族福原氏第11代當主。
貞俊之父為毛利氏宿老福原廣俊（第10代當主），貞俊之名襲自其祖父福原貞俊（第9代當主）。值得注意的是，福原氏在戰國至安土桃山時期有多位當主使用「廣俊」、「貞俊」、「元俊」等名，需與福原家其他同名人物加以區分。

## 家系
福原氏為名門大江氏之後裔，其家族起源最早可溯至鎌倉幕府政所初代別當大江廣元次子長井時廣。其後代毛利元春的第五子廣世即為福原氏之始祖。廣世受封於安藝國高田郡內部莊福原村，因定居於當地而改姓「福原氏」。
福原氏與毛利氏關係密切，其曾祖父廣俊（第8代當主）之女為毛利弘元之正室，生下毛利興元與毛利元就 ，是以福原家與毛利本宗有血緣聯繫。
貞俊之父廣俊更在毛利元就繼承家督之際扮演關鍵角色。以其為首，在大永三年（1523年）七月，共計15名宿老聯名簽署起請狀，表達對元就繼位的支持。這也了凸顯了福原一族在毛利家中的地位。

## 生平
貞俊自年輕時即追隨毛利元就南征北戰，屢建戰功，並以忠誠穩重之品格獲得元就深厚信任。元就也評價其「為人正直，毫無虛偽之心」。
天文十九年（1550年），貞俊被任命為毛利氏首席重臣，地位僅次於當主，足見其在軍政兩方面的才能。同年七月十二日至十三日間，元就對安藝 井上氏實施肅清。緊接其後的七月二十日，毛利氏家臣團共計238人聯名簽署起請文，向毛利氏起誓忠誠。在該份文書中，貞俊以「福原左近允貞俊」之名列筆頭署名，其地位之重可見一班。
弘治元年（1555年），毛利氏在著名的嚴島之戰中大破陶晴賢勢力後，展開對周防、長門大內領地的「防長經略」。於此期間，貞俊亦隨軍參與多場戰役，最終並在長門且山城一役，迫使內藤隆世與大內義長自盡，為毛利氏奠定西國霸權奠定基礎。
弘治三年（1557年）十二月二日，在防長經略結束後，毛利氏家臣239人再次連署起請文，誓言禁止軍隊擾民與擅自撤退，其中貞俊以「福原左近允」之名，仍列第1位簽署。
此後，貞俊與小早川隆景等人持續活躍於瀨戶內海軍事行動。永祿十年（1567年）起隨軍進攻伊予。永祿十二年（1569年）在平定大內輝弘之亂時亦擔任主力之一。
元就死後，貞俊輔佐新當主毛利輝元，與吉川元春、小早川隆景、口羽通良並稱為「御四人眾」，擔任輝元的核心政務與軍事顧問。貞俊主負山陽地區與瀨戶內方面的事務，與隆景協力治理西國。
天正十二年（1584年），貞俊以高齡為由隱退，將家督之位傳予嫡子福原元俊。隱居後依舊受到尊崇。
文祿二年（1593年）八月十五日，貞俊逝世，享年82歲（一說為75歲）。其子孫於江戶時代長州藩中，仍擔任一門家老等要職，延續其家族榮光。

## 出處
1. ↑  【サンプル】福原家系譜P.4-5
2. ↑  【サンプル】福原家系譜P.1
3. ↑  時山弥八編（1916）P.70-71
4. ↑  『毛利家文書』第248号
5. ↑  『毛利家文書』第401号
6. ↑  福田寺のご案内About
7. ↑  『毛利家文書』第402号
8. ↑  山口市文化交流課『大内氏の滅亡後』（2025）
9. ↑  舘鼻誠（1996）P.259